# Teatro Nacional de Estrasburgo
El Teatro Nacional de Estrasburgo (en francés: Théâtre national de Strasbourg) Es un edificio en la plaza de la República (Place de la République) de Estrasburgo, un ciudad de Francia, que ahora es utilizada por una compañía de teatro del mismo nombre, el Teatro Nacional de Estrasburgo (TNS).
El TNS fue originalmente construido para albergar la asamblea legislativa del Parlamento regional de Alsacia-Lorena, después de que el área quedó bajo control alemán con el Tratado de Frankfurt (1871). Fue construido entre 1888 y 1892 en estilo neoclásico por los socios arquitectónicos August Hartel y Skjold Neckelmann. 
En 1919, tras el fin de la Primera Guerra Mundial cuando Alsacia-Lorena regresó a Francia, el gobierno francés ofreció el edificio a la ciudad de Estrasburgo, que a su vez lo ofreció al conservatorio de música de Estrasburgo, a instancias de su nuevo director, Guy Ropartz, que se negaba a ocupar el lugar ubicado justo al frente el Palais du Rhin.

## Véase también

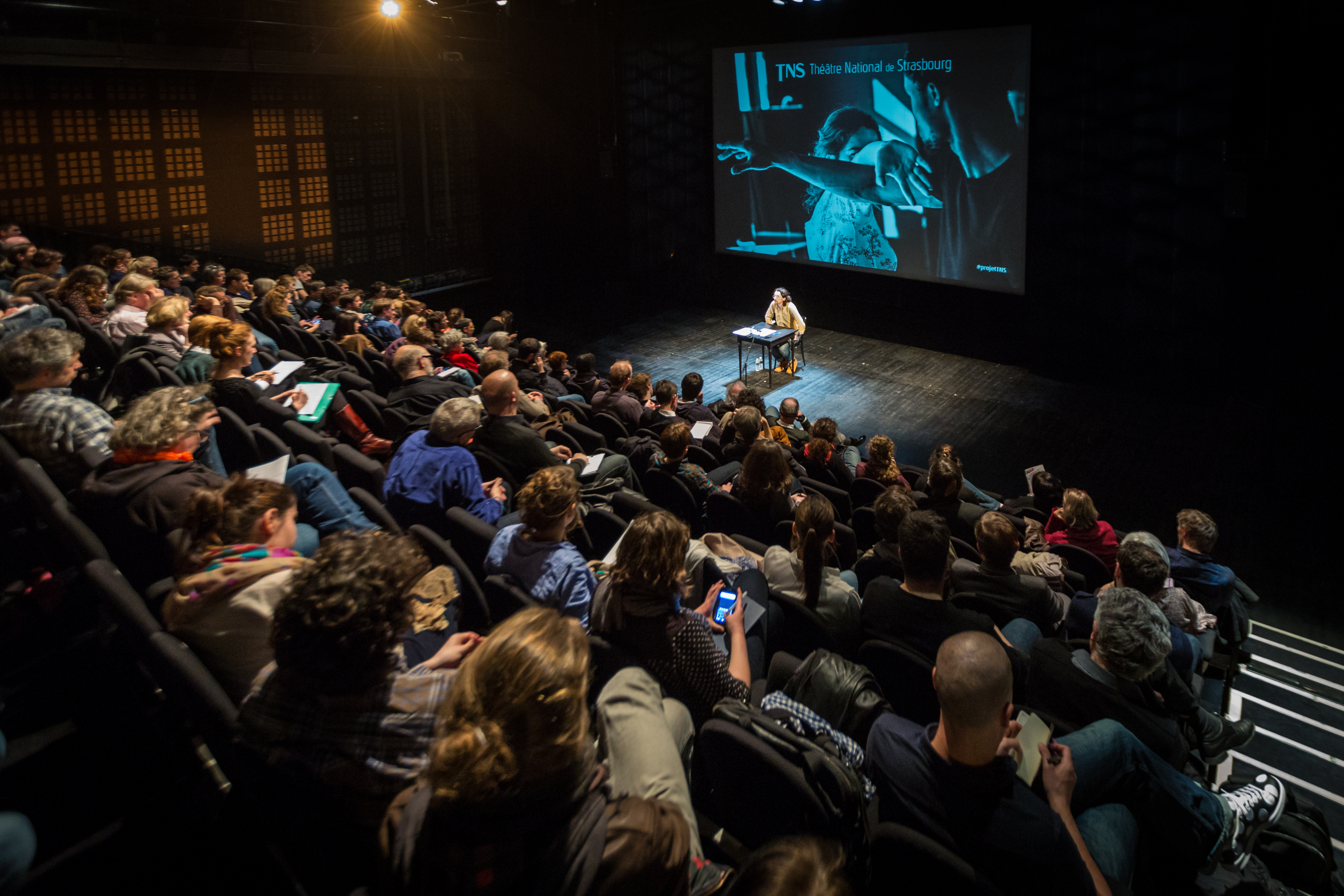
Vista interna